# Csornij orjol
A Csornij orjol (oroszul: Чёрный орёл, jelentése: „fekete sas”, angolul: „Black Eagle”) Oroszországban, az omszki KBTM tervezőirodában az 1990-es évek közepén kifejlesztett harckocsi.
Először 1997 szeptemberében mutatták be Omszkban egy hadiipari kiállításon. A T–80U továbbfejlesztett változata, több ponton tér el a hagyományos szovjet „T” modellektől. A páncéltest nyújtottabb, ezzel a teljes magasságot 400 mm-rel csökkenték és ERA-páncélzattal látták el. A futógörgők számát oldalanként hétre növelték a korábbi 6 görgő helyett, ezzel a jármű stabilitása és mozgékonysága javult. A vezető helyét hátrébb helyezték, lehetővé téve a homlokpáncélzat vastagságának növelését. A harckocsi fő fegyverzete a korábbi modelleknél is elterjedten alkalmazott 125 mm/L80-as 2A46M típusú sima csövű harckocsiágyú. A fegyvert automata töltőberendezéssel látták el, ennek köszönhetően a tűzgyorsasága 12 lövés/percre növekedett. A 30 darab lőszer a torony hátsó részében helyezkedik el, innen juttatja a töltőberendezés a lövegbe. A torony jellegzetessége, hogy többféle löveg beépítését teszi lehetővé különösebb átalakítás nélkül, így akár 152 mm-es löveg befogadására is alkalmassá tehető. A háromfős személyzet minden tagja egy-egy különálló kamrában helyezkedik el. A kamra feladata, hogy találat esetén megvédje a kezelőszemélyzetet. A tornyon lévő nappali és éjszakai (infravörös) kamerák képét monitoron látja a személyzet. A torony alakját is jelentően megváltoztatták a T–80-éhoz képest. Növelték a torony oldalának dőlésszögét és megváltoztatták a páncéltest vastagságát is. A harckocsit felszerelik Arena aktív páncélvédelemmel.
- Fő fegyverzet: 135mm-152mm löveg nagy valószínűséggel öntöltő, külön tölti a lövedéket, lőport. A lövés után egy kis darab "gyutacs csonk" marad, nem foglalva a belső térben a helyet. A 125mm export szándék, de bármelyik löveget használja.
- Meghajtás: dízel, gázturbina.
- Névleges teljesítmény: 1200 LE-1500 LE.
- Tömeg: 50 t, de a nagyobb löveg esetén a saját tömeg is növekszik, a mozgás közben leadott stabil lövés érdekében.
- Páncélvédelem: titkos, de valószínűleg nagyon jó minőségű anyagok alkalmazása, valamint ún. blokkokra való osztással megoldott: találat esetén csak egy kisebb darab elvesztése a harckocsi teljes egésze érdekében.